# 5412 Rou
Az 5412 Rou (ideiglenes jelöléssel 1973 SR3) a Naprendszer kisbolygóövében található aszteroida. Ljudmilla Vasziljevna Zsuravljova fedezte fel 1973. szeptember 25-én.